# 古拉亞國家公園
古拉亞國家公園（阿拉伯语：‎），是阿爾及利亞的國家公園，位於該國北部貝賈亞省，處於吉杰勒東北部約30公里，成立於1984年，面積21平方公里，該地區有1,655名居民。